# Rödtjärnen (Anundsjö socken, Ångermanland, 703903-160216)
Rödtjärnen är en sjö i Örnsköldsviks kommun i Ångermanland och ingår i Moälvens huvudavrinningsområde. Sjön har en area på 0,0804 kvadratkilometer och ligger 269,4 meter över havet. Sjön avvattnas av vattendraget Sågbäcken.

## Delavrinningsområde
Rödtjärnen ingår i det delavrinningsområde (703924-160286) som SMHI kallar för Utloppet av Rödtjärnen. Medelhöjden är 310 meter över havet och ytan är 1,55 kvadratkilometer. Det finns inga avrinningsområden uppströms utan avrinningsområdet är högsta punkten. Sågbäcken som avvattnar avrinningsområdet har biflödesordning 3, vilket innebär att vattnet flödar genom totalt 3 vattendrag innan det når havet efter 68 kilometer. Avrinningsområdet består mestadels av skog (92 procent). Avrinningsområdet har 0,08 kvadratkilometer vattenytor vilket ger det en sjöprocent på 5,2 procent.